# NGC 7535
NGC 7535 ist eine leuchtschwache Spiralgalaxie vom Hubble-Typ Scd im Sternbild Pegasus nördlich der Ekliptik. Sie ist schätzungsweise 218 Millionen Lichtjahre von der Milchstraße entfernt und hat einen Durchmesser von etwa 95.000 Lichtjahren.
Im selben Himmelsareal befinden sich u. a. die Galaxien NGC 7523, NGC 7525, NGC 7536, IC 5292.
Das Objekt wurde am 29. September 1886 von Lewis Swift entdeckt.